# Rhiannan Iffland
Pour les articles homonymes, voir Chen.
Rhiannan Iffland, née le 9 septembre 1991 à Newcastle, est une plongeuse australienne.

## Palmarès

### Championnats du monde
- Championnats du monde 2017 à Budapest ( Hongrie) :
  -  Médaille d'or en plongeon de haut vol
- Championnats du monde 2019 à Gwangju ( Corée du Sud) :
  -  Médaille d'or en plongeon de haut vol
- Championnats du monde 2023 à Fukuoka ( Japon) :
  -  Médaille d'or en plongeon de haut vol
- Championnats du monde 2024 à Doha ( Qatar) :
  -  Médaille d'or en plongeon de haut vol
- Championnats du monde 2025 à Singapour ( Singapour) :
  -  Médaille d'or en plongeon de haut vol